# (589683) 2010 RF43
(589683) 2010 RF43とは、太陽系の最も外側の領域に存在する散乱円盤天体に分類される比較的大きな太陽系外縁天体である。(589683) 2010 RF43は2010年9月9日に、チリ北部に位置するヨーロッパ南天天文台（ESO）のラ・シヤ天文台でアメリカの天文学者デイヴィッド・ラビノウィッツ、Megan Schwamb、Suzanne W. Tourtellotteによって発見された。

## 軌道と分類
(589683) 2010 RF43は、350年4か月に1回、37.5~61.9天文単位離れた距離で太陽の周囲を公転している（127,948日、軌道長半径は49.7天文単位）。軌道の離心率は0.25で、黄道に対して31°傾いている。観測弧は1976年8月にサイディング・スプリング天文台で行われたプレカバリー観測から始まっている。
離心率と軌道傾斜角が比較的高いため、通常のエッジワース・カイパーベルト天体ではなく、散乱円盤天体であるとされる。また、近日点が37.5天文単位と低すぎるため、分離天体に分類することはできない。その場合、通常は近日点でも40天文単位より遠く、海王星の軌道に接近することはないためである。

## 番号と名称
(589683) 2010 RF43は、2021年9月20日に小惑星センターによって小惑星番号が与えられた。2021年現在、正式な名前は付けられていない。

## 物理的特性
絶対等級を3.9と仮定し、アルベド0.09に基づいて、Johnston's Archiveは約770キロメートル (480 mi)の平均直径を推定した。Collaborative Asteroid Lightcurve Link（CALL）は、アルベドを0.10と想定し、絶対等級4.1に基づいて直径636キロメートル (395 mi)と計算した。
2020年の時点で、(589683) 2010 RF43の自転光度曲線は測光観測から取得されていない。(589683) 2010 RF43の自転周期、極、形状は不明のままである。